# Macrine de Portariá
Macrine de Portariá (en grec : Μακρίνα της Πορταριάς (Makrína tis Portariás)), surnommée l'ancienne Macrine, née en 1921 et morte le 4 juin 1995 à Vólos, est une moniale, higoumène, et bâtisseuse de monastère. Disciple et proche d'Ephraim d'Arizona (en) et de Joseph l'Hésychaste (en), elle est créditée de plusieurs miracles par les récits hagiographiques orthodoxes la concernant. 
Macrine fonde en 1963 le monastère de la Panagia Hodigitria de Portariá et se distingue en tant qu'higoumène et mère spirituelle. Par ailleurs, pendant sa carrière monastique, elle reçoit de nombreux visiteurs qui viennent chercher sa direction spirituelle, notamment Jacques d'Eubée (en). Elle acquiert dès son vivant une certaine notoriété et meurt au sein de la communauté qu'elle a fondée.

## Biographie
Elle naît avec le nom de Maria Vassopoulou en 1921,, dans les environs de Smyrne,. Sa famille, dont les deux parents sont décrits comme étant des chrétiens pieux, doit s'exiler après la chute de Smyrne aux mains des troupes turques, qui y commettent de nombreux massacres et nettoyages ethniques. Ils rejoignent la Grèce alors qu'elle n'a que six mois, et doivent s'installer dans le camp de réfugiés de Néa Ionía. Selon les récits hagiographiques la concernant, elle aurait été touchée par une « transformation divine » à l'âge de sept ans et se serait tournée vers la foi chrétienne, alors même qu'elle devait abandonner ses études pour travailler.
Ses parents meurent alors qu'elle et son frère sont encore jeunes, et elle doit commencer à travailler rapidement pour subvenir à leurs besoins financiers,, en partie comme femme de ménage pour une famille riche. Résidant à Vólos, avec son petit frère, qu'elle éduque, elle y rencontre une première fois Ephraim d'Arizona (en), qui est alors un jeune moine, disciple de Joseph l'Hésychaste (en). Selon les hagiographies, elle aurait effectué un miracle qui aurait prédit le début de la Seconde Guerre mondiale, quelque temps avant que celle-ci ne débute.
En 1940-1941, avec l'Occupation de la Grèce pendant la Seconde Guerre mondiale, une famine importante, organisée en partie par les autorités d'occupation nazies et italiennes, touche l'ensemble du pays et tue environ 300,000 personnes. La situation de Vassopoulou et de son petit frère, Georges, s'aggrave et elle décide de l'envoyer auprès de leur oncle à Thessalonique, afin qu'il puisse s'y nourrir,. 
Elle parvient à survivre à la guerre tant bien que mal, et malgré son importante pauvreté, elle distribue une partie de la nourriture qu'elle obtient aux personnes qui en ont besoin, comme elle. Vassopoulou est alors en lien avec la mère d'Ephraim d'Arizona, Victoria Moraitis, la future ancienne Théophano, les deux se retrouvent et prient ensemble. Une petite communauté féminine s'organise progressivement autour d'elles,.
Ephraim d'Arizona déclare à propos de cette période, en présentant une vision des énergies incréées, un principe central de la théologie orthodoxe de la déification (théosis), qu'elle aurait vécue :

« Une fois à Pâques, après un long et dur travail, elle réussit à rassembler assez d'argent pour s'acheter un cierge destiné au service de l'éclatante Résurrection du Christ. Cependant, lorsqu'elle se rendit à l'église, elle tomba sur une fille pauvre et affamée. Ne pensant pas du tout à sa propre pauvreté, elle lui donna ce qu'elle avait rassemblé avec tant de peine. Elle se rendit donc à l'église sans cierge. Lorsque le moment arriva de recevoir la lumière sainte, tout le monde s'avança vers le prêtre avec ses cierges, mais Maria se tenait derrière tout le monde, sans en avoir. Elle se tenait dans l'obscurité, pleurant et disant : « Ô, mon Christ ! Quelle pécheresse je suis, indigne même d'un seul cierge pour Ta fête. » À ce moment-là, alors qu'elle disait cela avec des larmes et des reproches envers elle-même, elle vit soudainement la Lumière Incréée. Maria perdit connaissance, et les gens, pensant qu'elle s'était évanouie de faim, la portèrent chez elle dans leurs bras. »

En 1952, Ephraim s'éloigne de la communauté naissante après des rumeurs le concernant. Dans la quête d'une figure spirituelle pour le remplacer qui guiderait la communauté à sa place, le choix se porte logiquement sur Joseph l'Hésychaste, canonisé en 2020, puisqu'il est le père spirituel d'Ephraim. Il accepte la requête et demande alors à ce que la future Macrine, alors encore nommée Marie, prenne la charge de la communauté, à la suite d'une vision qu'il aurait reçue, il déclare:

« Rendez obéissance à Maria, car je l'ai vue en vision ce soir pendant la prière. J'ai vu de nombreuses brebis autour d'elle, et elle se tenait au milieu. J'ai donc compris que je devais faire d'elle l'ancienne. Écoutez donc Maria, et que personne ne la contredise. »

Finalement, quelques années plus tard, en 1963, Maria Vassopoulou et Victoria Moraitis sont officiellement tonsurées par Ephraim comme moniales orthodoxes sous le nom de Macrine et de Théophano, respectivement. La communauté fonde ensuite le monastère de la Panagia Hodigitria de Portariá,, c'est-à-dire le monastère de la 'Toute-Sainte Montreuse de Voie'. Elle en devient l'higoumène et est créditée de miracles par les hagiographies orthodoxes,. Selon ces récits, elle aurait eu des visions de saints qui lui seraient apparus, et auraient prié avec elle,. 
L'ancienne Macrine obtient progressivement le respect et une certaine célébrité dans les cercles orthodoxes. Elle est rapidement réputée pour ses conseils spirituels et voit affluer un certain nombre de dignitaires orthodoxes et de laïcs qui viennent la voir pour lui demander conseil et direction spirituelle. Parmi les visiteurs qui viennent lui demander conseil, on trouve entre autres Jacques d'Eubée (en), canonisé en 2017.
Elle dirige le monastère jusqu'à sa mort, le 4 juin 1995,.

## Postérité

### Cercles orthodoxes
L'ancienne Macrine obtient dès son vivant une réputation très favorable dans le monde orthodoxe, qui voit en elle une mère spirituelle de renom. Les miracles qui lui sont attribués par les récits hagiographiques sur sa vie, la qualité de ses conseils spirituels et ses liens avec de nombreux saints orthodoxes renforcent cette vision,,,. Sophrony d'Essex, canonisé en 2019, déclare à son sujet qu'elle est « un titan de l'esprit ».
Si elle n'est pas officiellement canonisée, la métropole de Morphou lui donne le titre de vénérable en 2024.